# Rio Cacheu
Il Rio Cacheu è uno dei fiumi più importanti della Guinea-Bissau. Attraversa le regioni di Bafatá, Oio e di Cacheu dove si getta nell'Oceano Atlantico.
Dalla foce è navigabile per circa 200 km fino alla città di Farim. Sul suo estuario è collocata la città di Cacheu.
Nel 2000 gran parte del suo estuario fu racchiuso nel Parco naturale delle mangrovie del Rio Cacheu (in portoghese Parque Natural dos Tarrafes do Rio Cacheu). Infatti grande è la copertura a mangrovia dell'estuario del fiume.